# Stazione di San Martino Buon Albergo
Stazione di San Martino Buon Albergo vasútállomás Olaszországban, Veneto régióban, San Martino Buon Albergo településen.

## Vasútvonalak
Az állomást az alábbi vasútvonalak érintik:
- Milánó–Velence-vasútvonal

## Kapcsolódó állomások
A vasútállomáshoz az alábbi állomások vannak a legközelebb: 
- Stazione di Caldiero
- Stazione di Verona Porta Vescovo